# Vonge Sogn
Vonge Sogn (bis 1. Oktober 2010: Vonge Kirkedistrikt  (dt.: Kirchenbezirk) im Øster Nykirke Sogn) ist eine Kirchspielsgemeinde (dän.: Sogn)  im südlichen Dänemark. Bis zum 1. Oktober 2010 war sie lediglich ein Kirchenbezirk im Øster Nykirke Sogn. Als zu diesem Termin sämtliche Kirchenbezirke Dänemarks aufgelöst wurden, wurde sie ein selbständiges Sogn.
Im Kirchspiel leben 932 Einwohner  (Stand: 1. Januar 2023), davon 563 im Kirchdorf (Stand: 1. Januar 2023). Im Kirchspiel liegt die Kirche „Vonge Kirke“.

## Geschichte
Bis 1970 gehörte Øster Nykirke Sogn zur Harde Norvang Herred im damaligen Vejle Amt, danach zur Give Kommune im
erweiterten
Vejle Amt, die im Zuge der  Kommunalreform zum 1. Januar 2007 in der
Vejle Kommune in der Region Syddanmark aufgegangen ist.